# Eugenio Levi
Eugenio Levi (Milano, 24 aprile 1876 – Milano, 2 settembre 1966) è stato un critico letterario italiano.

## Biografia
Redattore de "Il Convegno", nei primi decenni del Novecento pubblicò per la "Biblioteca del popolo" dell'editore Sonzogno, nella serie i grandi poemi riassunti , edizioni compendiate di classici dell'epica. Nel secondo dopoguerra curò edizioni commentate di classici del teatro come Goldoni e Molière.

## Opere principali
- Il comico di carattere da Teofrasto a Pirandello, Torino, Einaudi, 1959 ("Premio speciale per un saggio sul teatro" al Premio Viareggio)
- Il lettore inquieto, Milano, Il saggiatore, 1964